# Ñublense
Deportivo Ñublense S.D.A.P (špansko ɲublense) je nogometni klub, ustanovljen v čilski provinci Ñuble leta 1916 pod imenom Liceo Futbol Club. Tekmujejo v čilski 1.ligi imenovani Primera División .

## Oblačila in sponzorji
| Obdobje     | Dobavitelj               |
| ----------- | ------------------------ |
| 2003        | JCQ (Čile)               |
| 2004 - 2006 | Training (Čile)          |
| 2007        | Kelme (Španija)          |
| 2008        | Lotto (Italija)          |
| 2009 - 2010 | Umbro (Velika Britanija) |
| 2011        | Mitre (Velika Britanija) |
| 2012        | Training (Čile)          |
| 2013 -      | Uhlsport (Nemčija)       |

| Obdobje     | Sponzor         |
| ----------- | --------------- |
| 1993-1994   | Copelec         |
| 1995        | Super Pollo     |
| 2003        | Casas Cav       |
| 2004        | Cecinas Chillán |
| 2005 - 2006 | Piri Cola       |
| 2007        | Hogar de Cristo |
| 2007 - 2011 | Danone          |
| 2012        | Essbio          |
| 2013 -      | Cecinas PF      |